# Карония
Каронѝя (на италиански: Caronia; на сицилиански: Carunìa, Каруния) е малко градче и община в Южна Италия, провинция Месина, автономен регион и остров Сицилия. Разположено е на 304 m надморска височина. Населението на общината е 3414 души (към 2012 г.).